# Fanons (cheval)
Pour les articles homonymes, voir Fanon.
Pour un article plus général, voir Morphologie (cheval).

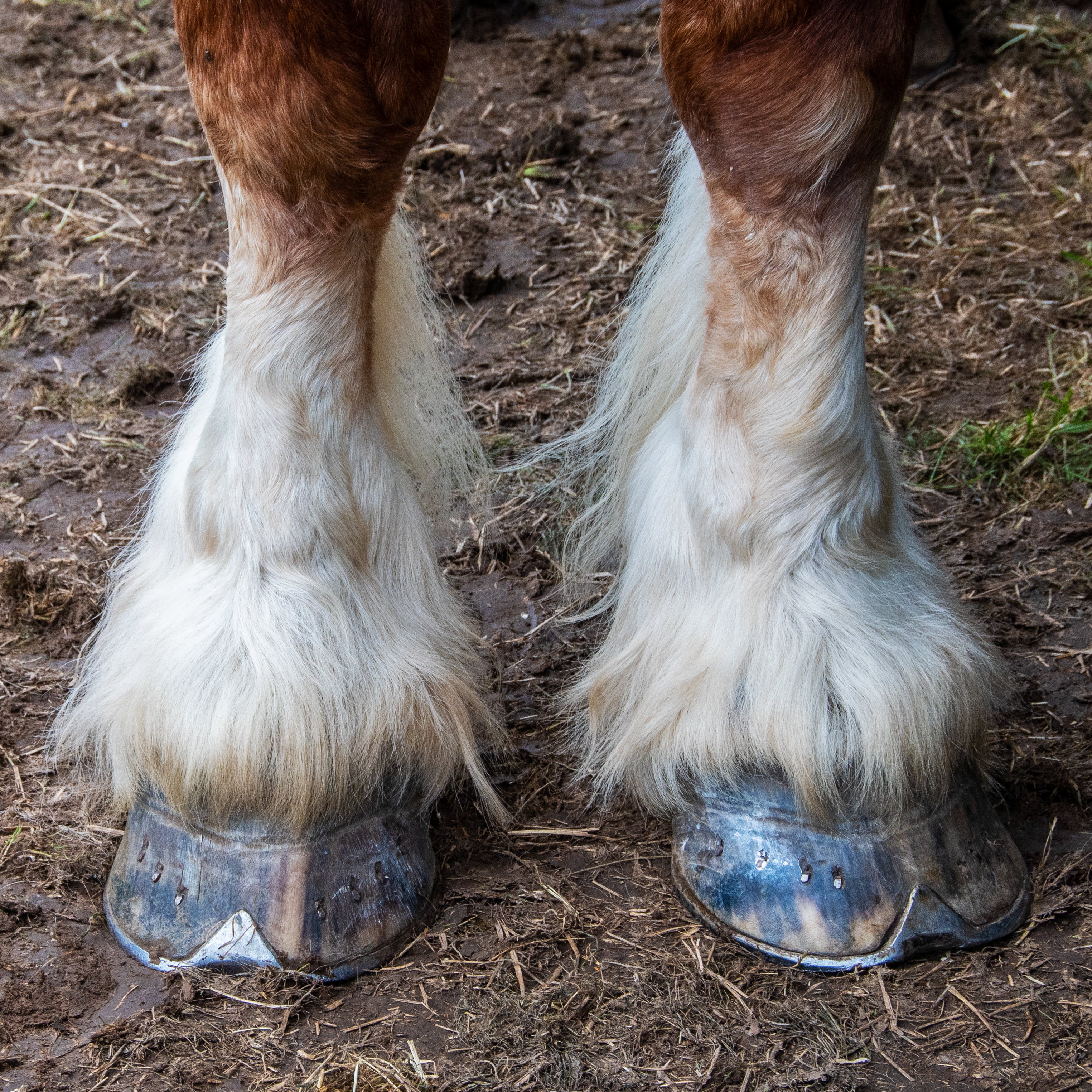
Fanons d'un cheval de trait.

En zoologie, les fanons sont des poils rigides situés au-dessus du sabot et derrière le pied d'un mammifère ongulé. Le terme est généralement utilisé chez les chevaux. Les fanons sont plus ou moins abondants selon la race de l'animal, généralement très abondants chez les chevaux de trait : ceux des Shires sont souvent très longs. À l'inverse, les chevaux de selle possèdent des fanons nettement moins abondants, voire absents.

## Définitions
« Le fanon, placé en arrière du boulet, est formé par une touffe de crins dont la longueur, la quantité et la finesse varient suivant le degré de distinction de l'animal. Dans les races nobles, le fanon n'est représenté que par une petite mouche fine et soyeuse ; dans les races communes, au contraire, la peau épaisse des chevaux est garnie de crins touffus, grossiers et traînant parfois jusqu'à terre. Dans ce dernier cas, le fanon se prolonge le plus souvent jusqu'à l'arrière du genou. Le fanon des chevaux communs est toujours ainsi fait, dans les contrées humides et marécageuses. »

— Charles Merche, Nouveau traité des formes extérieures du cheval

## Utilité des fanons
Les fanons servent de gouttière pour faire glisser l'eau qui coule le long des membres du cheval vers le sol et non pas au niveau des paturons, ce qui pourrait créer des blessures qu'on appelle des crevasses.